# Arvicanthis neumanni
Arvicanthis neumanni és una espècie de mamífer rosegador de la família dels múrids. Viu a altituds de fins a 1.000 msnm a Etiòpia, Somàlia i Tanzània. El seu hàbitat natural són les sabanes seques. És una espècie en risc mínim, és a dir, no sembla que hi hagi cap amenaça significativa per a la seva supervivència. L'espècie fou anomenada en honor de l'ornitòleg alemany Oscar Rudolph Neumann.